# جاش هاچرسون
جاشوا رایان هاچرسون (به انگلیسی: Joshua Ryan Hutcherson) (زاده ۱۲ اکتبر ۱۹۹۲) بازیگر سینما و تلویزیون اهل آمریکا است. او حرفهٔ بازیگری را از اوایل دههٔ ۲۰۰۰ میلادی با بازی در چند نقش کوتاه آغاز کرد. او از سال ۲۰۰۵ با بازی در فیلم‌هایی همانند منهتن کوچک، زاتورا: یک ماجرای فضایی، آر وی، سگ آتش‌نشان، پلی به سوی ترابتیا در دنیای سینما شناخته شد؛ و در سال ۲۰۰۸ بازی در نقش اول فیلم‌هایی همانند سفر به مرکز زمین (۲۰۰۸) را داشته‌است.هاچرسون یکی از سه ستاره فرنچایز محبوب هانگرگیمز( the hunger games) است و در نقش پیتا ملارک بازی کرده است

## فیلم‌شناسی[۱]
فهرست برخی از فیلم‌هایی که جاش هاچرسون در آنها به ایفای نقش پرداخته‌است:
- بچه‌های موتور کراس
- قطار سریع‌السیر قطبی-۲۰۰۴
- لگد زنان و جیغ کشان-۲۰۰۵
- قصر متحرک هاول-۲۰۰۵
- منهتن کوچک-۲۰۰۵
- زاتورا-۲۰۰۵
- آر وی-۲۰۰۶
- پلی به سوی ترابیتیا-۲۰۰۷
- سگ آتش‌نشانی-۲۰۰۷
- موجودات بالدار-۲۰۰۸
- سفر ۱: به مرکز زمین-۲۰۰۸
- سیرک عجایب: دستیار یک خون‌آشام-۲۰۰۹
- بچه‌ها حال‌شان خوب است-۲۰۱۰
- توقیف-۲۰۱۱
- جاعل-۲۰۱۱
- سفر ۲: جزیره اسرارآمیز-۲۰۱۲
- بازی‌های گرسنگی-۲۰۱۲
- ۷ روز در هاوانا-۲۰۱۲
- سحرگاه سرخ-۲۰۱۲
- حماسه-۲۰۱۳
- بازی‌های گرسنگی: اشتعال-۲۰۱۳
- بازی‌های گرسنگی: زاغ مقلد – بخش ۱-۲۰۱۴
- اسکوبار: بهشت گمشده-۲۰۱۴
- بازی‌های گرسنگی: زاغ مقلد – بخش ۲-۲۰۱۵
- در نبردی مشکوک-۲۰۱۶
- هنرمند فاجعه-۲۰۱۷
- دختران تراژدی-۲۰۱۷
- سوختن-۲۰۱۹
- در امتداد رودخانه به سمت درخت‌ها-۲۰۲۲
- ۵۷ ثانیه-۲۰۲۳
- پنج شب با فردی-۲۰۲۳
- زنبوردار-۲۰۲۴
- قهرمانان از دست رفته-۲۰۲۴